# Mathieu Hamel
Mathieu Hamel (* 28. August 1972 in Caen) ist ein ehemaliger französischer Volleyball- und Beachvolleyballspieler. Er wurde drei Mal französischer Meister im Sand.

## Karriere

### Karriere Halle
Der Universalspieler war von 1990 bis 1993 bei Montpellier UC aktiv. Seine größten Erfolge mit diesem Verein während dieser Zeit waren die französische Vizemeisterschaft und der fünfte Platz im CEV Cup 1992. Während seiner letzten Saison für den Sportclub aus der Region Okzitanien war er zusätzlich für den B-Ligisten SA Spinalien am Ball, der Bronzerang war das Ergebnis. Drei Spielzeiten später wurde Hamel mit Agde Marseillan Meister dieser Klasse und erreichte 1998 mit diesem Team noch einmal den dritten Platz. Anschließend beendete er seine Hallenkarriere.

### Karriere Beach
Nachdem Hamel 1995/96 seine ersten beiden Turniere mit verschiedenen Partnern absolviert hatte, bildete er 1997 ein neues Duo mit Stéphane Canet, mit dem er im ersten Jahr ihrer langjährigen Zusammenarbeit das Endspiel der Landesmeisterschaft erreichte. Bei der Weltmeisterschaft in Los Angeles kamen die Franzosen nicht über den letzten Platz hinaus. In den folgenden beiden Spielzeiten toppten sie das Ergebnis ihrer ersten Teilnahme am Championat de France und holten sich den Titel. Ebenfalls 1999 erreichten sie vor eigenem Publikum bei den Welttitelkämpfen in Marseille den 13. Rang. Anschließend wurden sie Fünfter der Europameisterschaft in Palma. Bei der EM 2000 besiegten sie im ersten Spiel die Dieckmann-Brüder, bevor sie an den Norwegern Høidalen/Kjemperud und den Polen Bachorski/Bulkowski scheiterten. Nach dem Aus in der ersten Hauptrunde der WM 2001 gegen die Österreicher Berger/Stamm gab es bei der folgenden EM zwei Niederlagen gegen die Deutschen Dieckmann/Slacanin und die Norweger Horrem/Maaseide.
Nach dem 13. Platz 2002 in Basel erreichten Canet/Hamel 2003 in Alanya das Achtelfinale gegen die Russen Arkajew/Barsuk. Im gleichen Jahr gewannen sie ihre dritte französische Meisterschaft. Im Oktober blieben sie dagegen bei der WM in Rio de Janeiro sieglos. Bei der Europameisterschaft 2004 wiederholten sie durch das 0:2 gegen das deutsche Duo Ahmann/Hager ihr Ergebnis des Vorjahres. In der Vorrunde des olympischen Turniers in Athen konnte sie Dieckmann/Scheuerpflug in drei Sätzen besiegen, schieden aber trotzdem als Gruppenletzter aus.
Die Franzosen wurden 2005 Letzter der WM in Berlin und schieden bei der EM in Moskau früh aus. Hamel spielte in diesem Jahr auch einige Turniere mit anderen Partnern. 2007 trat er noch einmal mit Canet bei einigen Veranstaltungen an und beendete anschließend seine Karriere.